# Turn-Europameisterschaften 2011
| 4. Turn-Europameisterschaften im Einzel | 4. Turn-Europameisterschaften im Einzel |
| --------------------------------------- | --------------------------------------- |
| Logo der 4. Turn-Europameisterschaften  |                                         |
| Veranstaltungsort                       | Berlin (Deutschland)                    |
| Teilnehmende Länder                     | 39                                      |
| Teilnehmende Athleten                   | 281                                     |
| Wettbewerbe                             | 12                                      |
| Eröffnung                               | 4. April 2011                           |
| Abschluss                               | 10. April 2011                          |
| Chronik                                 |                                         |
| ← Turn-EM 2009                          | Turn-EM 2013 →                          |

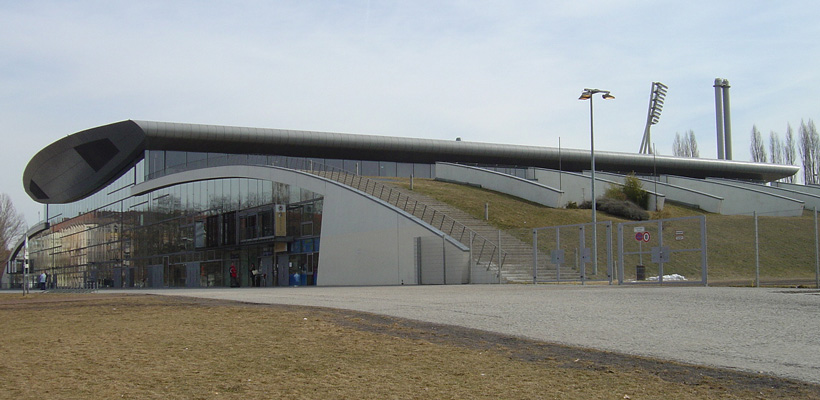
Max-Schmeling-Halle, 2006

Die vierten Turn-Europameisterschaften im Einzel fanden vom 4. bis 10. April 2011 in Berlin statt. Veranstaltungsort war die etwa 6000 Zuschauer fassende Max-Schmeling-Halle im Ortsteil Prenzlauer Berg des Bezirks Pankow.
Die deutsche Hauptstadt richtete erstmals die kontinentalen Titelkämpfe aus, nachdem mit Frankfurt am Main (1955), Leipzig (1961), Essen (1979) und Bremen (2000) bereits vier deutsche Städte Gastgeber waren.
Erfolgreichste Nation wurde Russland mit insgesamt acht Medaillen und drei Titeln. Erfolgreichste Athleten wurden Philipp Boy (Deutschland), Flavius Koczi (Rumänien) und Epke Zonderland (Niederlande) mit jeweils einer Gold- und einer Silbermedaille. Bei den Frauen gewannen die Russin Anna Dementjewa und die Rumänin Sandra Izbașa je zwei Goldmedaillen.

## Teilnehmer
Zu den Europameisterschaften hatten 281 Sportler aus 39 Ländern gemeldet. Je Land konnten 6 Männer und 4 Frauen an den Start gehen. Tatsächlich nahmen an den Wettkämpfen 234 Sportler (148 Männer, 85 Frauen) teil.
Teilnehmende Länder mit Zahl der Aktiven (Männer/Frauen):
| - Armenien (2/-) - Aserbaidschan (1/-) - Belgien (6/4) - Bulgarien (3/1) - Dänemark (3/3) - Deutschland (6/4) - Finnland (6/2) - Frankreich (6/4) - Georgien (1/-) - Griechenland (6/4) - Irland (3/1) - Island (5/4) - Israel (3/2) | - Italien (6/4) - Kroatien (5/2) - Lettland (2/-) - Litauen (2/2) - Luxemburg (1/2) - Monaco (1/-) - Niederlande (6/2) - Norwegen (1/1) - Österreich (6/2) - Polen (3/3) - Portugal (4/2) - Rumänien (4/4) - Russland (6/4) | - Schweden (2/2) - Schweiz (6/4) - Serbien (1/-) - Slowakei (2/-) - Slowenien (5/1) - Spanien (6/4) - Tschechien (3/2) - Türkei (3/2) - Ukraine (6/4) - Ungarn (3/3) - Vereinigtes Königreich (5/4) - Belarus (5/2) - Zypern (3/-) |

### Deutsche Mannschaft
- Frauen: Kim Bui, Oksana Chusovitina, Nadine Jarosch, Elisabeth Seitz
- Männer: Philipp Boy, Brian Gladow, Sebastian Krimmer, Marcel Nguyen, Thomas Taranu, Robert Weber[4]

Fabian Hambüchen war nach einer Operation an der im Januar 2011 gerissenen Achillessehne nicht dabei, Matthias Fahrig fehlte wegen des gleichzeitig stattfindenden Grundwehrdienstes bei der Bundeswehr.

### Schweizerische Mannschaft
- Frauen: Jessica Diacci, Ariella Kaeslin, Linda Stämpfli, Giulia Steingruber
- Männer: Pascal Bucher, Claudio Capelli, Lucas Fischer, Daniel Groves, Nils Haller, Manuel Rickli[6]

Linda Stämpfli setzte sich in einem internen Ausscheidungskampf gegen die Juniorin Nadia Baeriswyl durch.

### Österreichische Mannschaft
- Frauen: Barbara Gasser, Elisa Hämmerle
- Männer: Marco Baldauf, Matthias Decker, Lukas Kranzlmüller, Alexander Leidlmair, Fabian Leimlehner, Matthias Schwab[8]

## Ergebnisse

### Mehrkampf
| Rang | Athlet            | Boden  |        | Ringe  | Sprung | Barren |        | Gesamt |
| ---- | ----------------- | ------ | ------ | ------ | ------ | ------ | ------ | ------ |
| 1    | Philipp Boy       | 15.150 | 13.825 | 14.625 | 15.950 | 14.200 | 15.125 | 88.875 |
| 2    | Flavius Koczi     | 15.250 | 14.575 | 14.450 | 16.100 | 14.225 | 14.225 | 88.825 |
| 3    | Daniel Purvis     | 15.175 | 14.125 | 14.225 | 15.900 | 14.575 | 14.350 | 88.350 |
|      | Mykola Kuksenkow  | 14.675 | 14.025 | 14.375 | 15.600 | 14.550 | 15.125 | 88.350 |
| 5    | Nikita Ignatjew   | 14.500 | 12.825 | 14.975 | 15.950 | 14.975 | 14.425 | 87.650 |
| 6    | Marcel Nguyen     | 14.800 | 13.500 | 14.475 | 15.800 | 15.325 | 13.650 | 87.550 |
| …    |                   |        |        |        |        |        |        |        |
| 10   | Claudio Capelli   | 14.325 | 13.875 | 13.850 | 14.850 | 14.875 | 13.975 | 85.750 |
| …    |                   |        |        |        |        |        |        |        |
| 17   | Daniel Groves     | 14.700 | 13.525 | 13.000 | 15.525 | 14.150 | 13.825 | 84.725 |
| …    |                   |        |        |        |        |        |        |        |
| 24   | Fabian Leimlehner | 13.150 | 11.075 | 13.150 | 15.125 | 13.825 | 14.325 | 80.650 |

| Rang | Athletin            | Sprung |        | Balken | Boden  | Gesamt |
| ---- | ------------------- | ------ | ------ | ------ | ------ | ------ |
| 1    | Anna Dementjewa     | 13.600 | 14.250 | 15.150 | 14.475 | 57.475 |
| 2    | Elisabeth Seitz     | 14.625 | 14.725 | 13.625 | 13.725 | 56.700 |
| 3    | Amelia Racea        | 14.400 | 13.825 | 14.550 | 13.825 | 56.600 |
| 4    | Diana Maria Chelaru | 14.350 | 13.450 | 13.975 | 14.550 | 56.325 |
| 5    | Carlotta Ferlito    | 13.875 | 13.175 | 14.875 | 13.900 | 55.825 |
| …    |                     |        |        |        |        |        |
| 8    | Ariella Kaeslin     | 14.750 | 13.625 | 14.150 | 12.850 | 55.375 |
| 9    | Giulia Steingruber  | 15.375 | 13.325 | 12.875 | 13.450 | 55.025 |

### Gerätefinals Männer
| Rang | Athlet             | Punkte |
| ---- | ------------------ | ------ |
| 1    | Flavius Koczi      | 15.500 |
| 2    | Alexander Shatilov | 15.400 |
| 3    | Anton Golozuzkow   | 15.325 |
| 4    | Kristian Thomas    | 15.300 |
|      | Thomas Bouhail     | 15.300 |
| 6    | Denis Abljasin     | 15.250 |
| 7    | Daniel Purvis      | 14.400 |
| 8    | Philipp Boy        | 14.275 |

| Rang | Athlet             | Punkte |
| ---- | ------------------ | ------ |
| 1    | Krisztián Berki    | 15.625 |
| 2    | Cyril Tommasone    | 15.050 |
| 3    | Harutjun Merdinjan | 14.950 |
| 4    | Vid Hidvégi        | 14.725 |
| 5    | Sebastian Krimmer  | 14.325 |
| 6    | Louis Smith        | 14.150 |
| 7    | Alberto Busnari    | 13.875 |
| 8    | Pierre-Yves Bény   | 12.450 |

| Rang | Athlet                   | Punkte |
| ---- | ------------------------ | ------ |
| 1    | Konstantin Pluschnikow   | 15.850 |
| 2    | Alexander Balandin       | 15.775 |
| 3    | Eleftherios Petrounias   | 15.675 |
| 4    | Matteo Morandi           | 15.650 |
| 5    | Danny Pinheiro-Rodrigues | 15.525 |
| 6    | Yuri van Gelder          | 15.475 |
| 7    | Thomas Taranu            | 14.925 |
| 8    | Pierre-Yves Bény         | 14.875 |

| Rang | Athlet                | Punkte |
| ---- | --------------------- | ------ |
| 1    | Thomas Bouhail        | 16.362 |
| 2    | Samir Aït Saïd        | 16.262 |
| 3    | Anton Golozuzkow      | 16.125 |
| 4    | Flavius Koczi         | 15.850 |
|      | Jeffrey Wammes        | 15.850 |
| 6    | Olexander Jakubowskyj | 15.137 |
| 7    | Marek Lyszczarz       | 15.025 |
| 8    | Ihor Radiwilow        | 14.662 |

| Rang | Athlet               | Punkte |
| ---- | -------------------- | ------ |
| 1    | Marcel Nguyen        | 15.525 |
| 2    | Epke Zonderland      | 15.300 |
| 3    | Vasileios Tsolakidis | 15.075 |
| 4    | Mykola Kuksenkow     | 15.050 |
| 5    | Pierre-Yves Bény     | 14.950 |
| 6    | Roman Kulesza        | 14.850 |
| 7    | Maxim Dewjatowski    | 14.725 |
| 8    | Mitja Petkovšek      | 12.675 |

| Rang | Athlet           | Punkte |
| ---- | ---------------- | ------ |
| 1    | Epke Zonderland  | 15.575 |
| 2    | Philipp Boy      | 15.350 |
| 3    | Marcel Nguyen    | 15.300 |
| 4    | Sam Oldham       | 15.175 |
| 5    | Marijo Možnik    | 15.125 |
| 6    | Mykola Kuksenkow | 14.450 |
| 7    | Roman Kulesza    | 14.075 |
| 8    | Fabián González  | 13.225 |

### Gerätefinals Frauen
| Rang | Athletin                   | Punkte |
| ---- | -------------------------- | ------ |
| 1    | Sandra Izbașa              | 14.675 |
| 2    | Oksana Chusovitina         | 14.537 |
| 3    | Ariella Kaeslin            | 14.475 |
| 4    | Tatjana Nabijewa           | 14.287 |
| 5    | Elisabeth Seitz            | 14.187 |
| 6    | Giulia Steingruber         | 14.000 |
| 7    | Amelia Racea               | 13.725 |
| 8    | Nastassja Maratschkouskaja | 13.062 |

| Rang | Athletin           | Punkte |
| ---- | ------------------ | ------ |
| 1    | Elizabeth Tweddle  | 15.100 |
| 2    | Tatjana Nabijewa   | 15.075 |
| 3    | Kim Bui            | 14.675 |
| 4    | Anna Dementjewa    | 14.475 |
| 5    | Elisabeth Seitz    | 14.175 |
| 6    | Aagje Vanwalleghem | 14.075 |
| 7    | Céline van Gerner  | 13.975 |
| 8    | Vanessa Ferrari    | 12.850 |

| Rang | Athletin            | Punkte |
| ---- | ------------------- | ------ |
| 1    | Anna Dementjewa     | 15.350 |
| 2    | Carlotta Ferlito    | 14.500 |
| 3    | Elisabetta Preziosa | 14.325 |
| 4    | Julie Croket        | 14.150 |
| 5    | Ariella Kaeslin     | 14.125 |
| 6    | Vasiliki Millousi   | 13.800 |
| 7    | Marta Pihan-Kulesza | 12.850 |
| 8    | Hannah Whelan       | 11.950 |

| Rang | Athletin              | Punkte |
| ---- | --------------------- | ------ |
| 1    | Sandra Izbașa         | 14.500 |
| 2    | Diana Maria Chelaru   | 14.475 |
| 3    | Julija Belokobylskaja | 14.450 |
| 4    | Elisabeth Tweddle     | 14.300 |
| 5    | Julie Croket          | 14.275 |
| 6    | Carlotta Ferlito      | 14.050 |
| 7    | Anna Dementjewa       | 13.950 |
| 8    | Tünde Csillag         | 13.150 |

## Medaillenspiegel
Stand: 10. April 2011 (Endstand nach 12 von 12 Wettbewerben)
|      |                        |      |        |        |        |
| Rang | Land                   | Gold | Silber | Bronze | Gesamt |
| 1    | Deutschland            | 2    | 1      | 1      | 4      |
| 2    | Frankreich             | 1    | 2      | –      | 3      |
| 3    | Russland               | 1    | 1      | 2      | 4      |
| 4    | Niederlande            | 1    | 1      | –      | 2      |
|      | Rumänien               | 1    | 1      | –      | 2      |
| 6    | Ungarn                 | 1    | –      | –      | 1      |
| 7    | Israel                 | –    | 1      | –      | 1      |
| 8    | Griechenland           | –    | –      | 2      | 2      |
| 9    | Armenien               | –    | –      | 1      | 1      |
|      | Ukraine                | –    | –      | 1      | 1      |
|      | Vereinigtes Königreich | –    | –      | 1      | 1      |

|      |                        |      |        |        |        |
| Rang | Land                   | Gold | Silber | Bronze | Gesamt |
| 1    | Rumänien               | 2    | 1      | 1      | 4      |
|      | Russland               | 2    | 1      | 1      | 4      |
| 3    | Vereinigtes Königreich | 1    | –      | –      | 1      |
| 4    | Deutschland            | –    | 2      | 1      | 3      |
| 5    | Italien                | –    | 1      | 1      | 2      |
| 6    | Schweiz                | –    | –      | 1      | 1      |

|      |                        |      |        |        |        |
| Rang | Land                   | Gold | Silber | Bronze | Gesamt |
| 1    | Russland               | 3    | 2      | 3      | 8      |
| 2    | Rumänien               | 3    | 2      | 1      | 6      |
| 3    | Deutschland            | 2    | 3      | 2      | 7      |
| 4    | Frankreich             | 1    | 2      | –      | 3      |
| 5    | Niederlande            | 1    | 1      | –      | 2      |
| 6    | Vereinigtes Königreich | 1    | –      | 1      | 2      |
| 7    | Ungarn                 | 1    | –      | –      | 1      |
| 8    | Italien                | –    | 1      | 1      | 2      |
| 9    | Israel                 | –    | 1      | –      | 1      |
| 10   | Griechenland           | –    | –      | 2      | 2      |
| 11   | Armenien               | –    | –      | 1      | 1      |
|      | Schweiz                | –    | –      | 1      | 1      |
|      | Ukraine                | –    | –      | 1      | 1      |